# Eternals
Els Eternals són una espècie de ficció que apareix a còmics nord-americans publicats per Marvel Comics, així com el títol de les publicacions que protagonitzen. Es descriuen com una branca del procés evolutiu que va crear la vida conscient a la Terra. Els instigadors originals d'aquest procés, els alienígenes celestials, destinant als Eterns a ser els defensors de la Terra, el que condueix a la inevitabilitat de la guerra contra els seus homòlegs destructius, els deviants. Els Eternals van ser creats per Jack Kirby i van fer la seva primera aparició a The Eternals # 1 (amb data de portada juliol de 1976).

## Membres

### Terrestres
Aginar, Ajak, Cybele, Domo, Druig, Duende, Gilgamesh, germans Delphan, Ikaris, Interloper, Khoryphos, Kingo Sunen, Kronos, Makkari, Phastos, Sersi, Sigmar, Thena, Valkin, El Vampiro, Virako, Zarin, Zuras, Amaa, Arex, Argos, Astarte, Atlo, Aurelle, Ceyote, Daina, Electryon, Elo, Pixie, Helios, Mara, Oceanus, Perse, Psykos, Rakar, Titanis, Tulayn, Tzabaoth, Utnaphistim, Veron.

### Titans
Mentor, Starfox (Eros), Sui-San, Thanos, Demeityr, Emlot, Kazantra, Shastra, Thyrio, Tycho.

### Uranians
Arlok, Astron, Denga, Lilli, Uranos.

## Història de la publicació

### Eternals vol.1
En 1970, Jack Kirby va deixar Marvel Comics per treballar a DC Comics, on va començar la saga dels New Gods, una història èpica que inclou conceptes mitològics i de ciència-ficció, Planejava tenir un final definitiu, però la saga es va quedar incompleta després de la cancel·lació dels títols implicats. Kirby va començar The Eternals quan va tornar a Marvel. La saga dels Eternals era similar a la dels New Gods, i la sèrie també va ser cancel·lada sense resoldre moltes de les seves trames. Els personatges eren inicialment aliens a l'Univers Marvel, ja que Kirby volia tenir major llibertat pel seu projecte.

### Thor
La situació va canviar quan els escriptors Roy Thomas i Mark Gruenwald van usar els Eternals en una història de Thor que va culminar en Thor # 301, resolent aquestes línies de continuïtat. Després de la història de Thor, els Eternals (i la mitologia relacionada amb ells) han aparegut o han estat esmentats en nombrosos còmics de Marvel. En particular, l'experiment sobre la humanitat dels Celestials s'utilitza per explicar com alguns humans poden desenvolupar superpoderes. Els Titans (creats per Jim Starlin) i els Uranians (creats per Stan Lee) van ser convertits retroactivament en Eternals.

### Eternals vol.2
Els Eternals van tornar per a una miniserie de 12 números el 1985 a càrrec de l'escriptor Peter B. Gillis i el dibuixant Sal Buscema. Segons l'historiador de comic-books Peter Sanderson, "a l'editor en cap Jim Shooter no li agradava els guions de Gillis, de manera que Walter Simonson va escriure els quatre últims números".

### Eternals vol.3
Neil Gaiman, amb l'artista John Romita, Jr., van crear una miniserie el 2006, que va ajudar a actualitzar el paper dels Eternals al Univers Marvel modern. Originalment sol·licitat com a sèrie de sis números, es va afegir un número addicional, ja que, segons el director de la sèrie Nick Lowe, "hi havia massa història per encaixar en l'estructura que ens vam proposar. Neil estava començant el número cinc i em va dir que podria necessitar un setè número. Simplement tenia molta història per adaptar-se a sis números (fins i tot amb el primer i el sisè de doble mida)."

### Eternals vol.4
El volum 4 va constar de nou números i un Anual, a càrrec de Charles Knauf i Daniel Knauf als guions i Daniel Acuña als dibuixos dels sis primers números i Eric Nguyen als altres tres, amb Sara Pichelli a les tintes del número 8. L'Anual va ser escrit per Frederick Van Lente i dibuixat per Pascal Alixe.

## Història de ficció
Quan els Celestials van visitar la Terra fa cinc milions d'anys i van dur a terme experiments genètics en la proto-humanitat primerenca, van crear dues races divergents: els eternals de llarga vida i els Deviants genèticament inestables i monstruosament grotescos. Aquests experiments també van conduir a la capacitat de mutacions super-poderoses en humans. També van realitzar aquest experiment en altres planetes (com el món natal dels Krees i Skrulls) amb resultats similars.
Tot i semblar humans, els eternals són molt més longeus (però originalment no era totalment immortals) i això els va impedir tenir molt contacte amb els seus cosins humans. Els eternals tenen una taxa de natalitat baixa; poden entrellaçar-se amb els éssers humans, però el resultat és sempre un humà normal (encara que Joey Athena, fill de Thena i un humà normal, sembla que ha esdevingut un etern amb propietats i poders de llarga vida). Malgrat això, els eterns han protegit en general la raça humana, especialment dels deviants, amb els quals sempre han tingut enemistat. Els eternals també van desenvolupar una tecnologia avançada.
Fa molt de temps, va esclatar una guerra civil entre els eterns per conquistar les altres races, amb una facció dirigida per Kronos i una altra pel seu germà bèl·lic, Uranos. El costat de Kronos va prevaldre, i Urà i la seva facció derrotada van sortir de la Terra i es van dirigir al planeta Urà on van construir una colònia. Alguns del grup d'Urà aviat van tractar de tornar a la Terra per tornar a encendre la guerra, però van ser atacats per un vaixell Kree i obligat a aterrar a la lluna de Saturn Tità. Allà van construir una altra colònia. Els experiments realitzats per científics de Kree en un etern capturat els van portar a anar a la Terra i a realitzar els seus propis experiments genètics en un grup d'humans, creant així els inhumans.
Un dia, els experiments de Kronos en energia còsmica van causar una alliberació catastròfica d'energia a tota la ciutat dels eternals, Titanos, destruint-la, activant gens latents als eternals i desintegrant el cos del científic. Els eternals van descobrir que podien canalitzar grans quantitats d'energia còsmica. L'accident va deixar Kronos en un estat immaterial, per la qual cosa van haver de triar un nou líder. Per primera vegada, els eternals es van fusionar amb un únic ésser, la Uni-Mind, per decidir quin dels fills de Kronos, Zuras o A'lars havia de ser el nou líder. Es va escollir Zuras, i A'lars va optar per abandonar la Terra per evitar que es provocés una altra guerra civil, i es va dirigir a Tità.
Allà va comprovar que una guerra (suposadament causada pel Dragon of the Moon) havia esclatat a Tità i va acabar amb tots els membres, excepte una dona anomenada Sui-San. A'lars es va enamorar d'ella, i amb el temps van repoblar Tità. A causa de la combinació de gens activats de A'lars i altres no activats de Sui-San, aquests nous titans eternals no són tan poderosos ni immortals com els terrestres, però són més poderosos i viuen més que els titans anteriors a la guerra civil.
Mentre Zuras governava, es van construir tres noves ciutats eternes. La primera va ser Olympia, situada a les muntanyes de Grècia, a prop del portal principal entre la dimensió terrestre i la dimensió dels déus olímpics, que va portar a molts antics grecs a confondre alguns dels divins eterns amb membres del panteó olímpic. Finalment, es va arribar a un acord amb els déus on alguns eterns, com Thena, substituirien els olímpics davant els seus adoradors. Les altres dues ciutats eternes eren Polaria (situada a Sibèria) i Oceana (al Pacífic).
Fa 18.000 anys, els celestials van tornar a la Terra. Els deviants els van atacar, però els celestials van contraatacar, el que va provocar l'enfonsament de Mu i Atlantis, i molts estralls a tot el món. Els eternals van ajudar a rescatar molts humans. Els celestials van confiar a un Etern anomenat Valkin un artefacte de gran poder per a la seva custòdia.
En algun moment dels primers segles, Ikaris i els Eternals van entrar en conflicte amb el mutant immortal, Apocalypse. Aquest conflicte va acabar quan Ikaris i els eternals el van derrotar. Ikaris creia que Apocalipsi estava mort.
Fa 1.000 anys, el déu asgardià Thor es va trobar amb alguns eternals, però la trobada es va esborrar de la seva ment, per evitar que conegués l'existència dels celestials, que estaven a punt de tornar a la Terra. Un eternal anomenat Ajak es va convertir en el portaveu dels Celestials i es va posar a dormir quan els celestials van marxar, per esperar el seu retorn 1.000 anys després per jutjar la humanitat.
Durant els primers anys del segle xx, un científic humà va entrar en contacte amb els eterns d'Urà i va ser portar a viure amb ells juntament amb el seu fill petit, que després es convertiria en Marvel Boy. Els uranians van ser assassinats per Deathurge. Després de la Segona Guerra Mundial, alguns eternals es van aliar amb humans i deviants per formar la Fundació Damocles, que va intentar crear una nova raça de sobrehumans per governar la Terra. Alguns eternals, com Makkari, també estaven actius com a superherois o vivien entre humans, mantenint oculta la seva veritable naturalesa. Els eternals també van ajudar a traslladar la ciutat dels inhumans a l'Himàlaia per mantenir-la oculta.
En algun moment, Thanos dels eternals de Tità gairebé va destruir la seva colònia, però la van reconstruir i van ajudar els herois de la Terra a oposar-se a ell en diverses ocasions.
Quan els celestials van tornar a jutjar la validesa de les seves creacions fa uns anys, els eternals es van tornar a enfrontar amb els deviants i van decidir revelar públicament la seva existència a la humanitat. Zuras temia què passaria si els celestials jutjaven desfavorablement. Es van trobar amb Thor de nou i van ser atacats pel pare de Thor, Odin, i els déus olímpics, que van intentar evitar que interferissin en els plans dels déus per atacar els celestials. Finalment, els eternals van decidir ajudar els déus i van formar una Uni-Mind per assistir a l'assalt del Destroyer als Celestials.
Els celestials es van veure obligats a dissoldre als eternals i el xoc de l'atac va matar a Zuras. Abans que el seu esperit abandonés plenament le pla material, va encarregar a la seva filla Thena que portés a la seva gent a explorar l'espai. La majoria dels Eternals ho van fer en forma de Uni-Mind, però alguns d'ells (els més implicats en els assumptes terrestres) es van quedar a la Terra. Des de llavors, els Eternals han ajudat els herois de la Terra, particularment els Venjadors, contra diversos amenaces. Es trobaven amb aquest grup d'herois quan van descobrir que els titans també eren eterns.

### Eternalsvolum 3
Els eterns van començar a reaparèixer a la Terra sense memòria de la seva pròpia història i habilitats, excepte Ikaris, i no hi ha registres de les seves aparicions anteriors. Aparentment l'eternal conegut com a Sprite, enfadat per haver de mantenir-se en la forma d'un nen d'onze anys i incapaç de créixer més, va aconseguir induir l'amnèsia col·lectiva als eternals, així com distorsionar les seves percepcions de la història.
Un grup de deviants van aconseguir segrestar Makkari, utilitzant-lo per despertar el Dreaming Celestial. Al despertar-se, decideix jutjar la humanitat. Els eternals, adonant-se que no el poden detenir, el deixen fer. Els eternals inicien aleshores una tasca per anar a reclutar altres membres que han oblidat de la mateixa manera a causa de la trampa de Sprite.

### La tornada final dels celestials
Quan els celestials, literalment, van començar a "ploure" a la Terra, els Venjadors es veuen obligats a retrobar-se i just a temps per veure l'arribada de l'amfitrió final, que es compon de celestials foscos, que són físicament únics i van ser els que fàcilment es van poder enderrocar. Per intentar conèixer més sobre aquesta nova raça de celestials, Iron Man i Doctor Strange van viatjar a les muntanyes de Grècia per intentar obtenir algunes respostes dels Eternals. Quan van arribar Stark i Strange, no hi van trobar cap rastre de vida, ja que gairebé tots els eterns eren morts, amb Strange deduint que les ferides se les havien fet ells mateixos. Només Ikaris va quedar a penes viu i revela que els eternals no havien estat mai destinats a protegir la humanitat com es pensaven. En lloc d'això, van ser creats per "cultivar-los", ja que els celestials veien la població humana com un patogen útil per actuar com a anticossos contra l'Horda. Aquest descobriment va enutjar a tots els eternals, tornant-se els uns contra els altres o suïcidant-se. Ikaris també revela que l'única manera d'evitar que la tornada final desencadeni a l'Horda és la Uni-mind i envia un missatge a la ment de Stark abans de la mort de l'últim Etern.

## Poders i habilitats
A causa de l'energia còsmica que pateix el cos dels eternals i la tan intel·ligible mentalitat que tenen sobre els seus processos fisiològics, els eternals de la Terra són efectivament immortals. Viuen mil·lennis, no es fatiguen per l'esforç físic, són immunes a les malalties i al verí i no es veuen afectats pels factors ambientals de fred i calor extrems. La majoria no poden ferir-se per armes convencionals, i fins i tot, d'alguna manera, un eternal pot regenerar ràpidament qualsevol dany sempre que puguin conservar la seva mentalitat sobre el seu cos; no obstant això, aquest vincle mental es pot trencar. A la sèrie del 2006 també es va afirmar que els eternals són capaços d'absorbir l'oxigen directament de l'aigua i, per tant, no poden ofegar-se. A la mateixa sèrie, Ikaris es va submergir en metall fos i va experimentar un gran dolor, però no va patir ferides físiques, el que els deviants van atribuir a un camp de força que protegia Ikaris fins i tot quan estava inconscient. No és clar si tots els eternals comparteixen aquest grau de protecció.
En un temps, el límit oficial de la durabilitat dels Eternals era tal que només es podien destruir definitivament dispersant les molècules del seu cos per una àmplia zona. Tanmateix, es va revelar que aquest grau de durabilitat extrema va augmentar en un grau molt superior; com es veu a la sèrie limitada Eternals de 2006, està demostrat que fins i tot la dispersió molecular total és insuficient per destruir un eternal. Mentre "La Màquina" (un dispositiu de restauració d'origen celestial; possiblement la Terra mateixa) segueixi funcionant, qualsevol eternal destruït acabarà tornant, com va ser el cas de Ikaris després que fos completament vaporitzat per un vaporitzador de partícules com a part d'una sèrie d'experiments realitzats sobre ell pels deviants.
Aquesta mateixa energia còsmica es pot canalitzar per a diverses habilitats sobrehumanes. Tots els eterns tenen potencialment les següents capacitats: 
- Força sobrehumana. Els límits de la seva força es poden augmentar com a resultat d'anys d'enfocar part de la seva energia cap a aquest propòsit.
- Projectar energia còsmica en forma de raigs que llancen des dels seus ulls o des de les seves mans, aquesta energia està emmagatzemada en el seu cos, i pot ser projectada com raigs de força (fins a 200 lliures per metre quadrat), llum, calor (fins 2000 graus), i probablement com qualsevol tipus d'energia electromagnètica. L'abast d'aquests raigs és al voltant d'uns 175 peus, i la seva durada màxima varia segons l'Etern, però en tot cas, la seva capacitat de resistència es veurà minvada quan més gran sigui el temps que està llançant aquests raigs.
- Vol (i fer levitar a d'altres)
- Lectura / control de ments
- Generació d'il·lusions
- Teleportar a àmplies distàncies, tot i que la majoria dels Eternals prefereixen no fer servir aquesta habilitat, ja que molts la troben incòmoda (i segons la sèrie del 2006, també esgota molt el seu magatzem d'energia còsmica)
- Transmetre objectes, alterant la seva forma i composició. (L'abast d'aquesta habilitat pot variar d'un etern a un altre.)
- Generació de camps de força que proporciona invulnerabilitat als danys.
- A més, grups d'Eternals, amb un mínim de tres alhora,[20] poden iniciar una transformació en l'anomenada Uni-Mind, una entitat psionica molt poderosa que conté la totalitat dels poders i habilitats de tots els éssers. que el componen.

Alguns eternals opten per centrar-se en un poder particular per augmentar la seva eficàcia amb ell. Sersi, per exemple, ha desenvolupat el poder de transmutació més enllà que qualsevol altre Etern. A més, alguns eternals opten per focalitzar les seves energies còsmiques en altres habilitats no estàndard. Ikaris, per exemple, canalitza l'energia còsmica per millorar molt els seus sentits, mentre que l'Interloper l'utilitza per generar por en altres, i Makkari utilitza les seves energies còsmiques per a la velocitat.

## Generacions d'eternals
- Primera generació (aquelles que van néixer abans de la caiguda dels Titans): Arlok, Astron, Daina, Kronos / Chronos / Chronus, Mestre Elo, Oceanus, Shastra, Thyrio, Uranos.
- Segona generació (aquells vius en el moment de l'experiment de Chronus): Mentor (A'lars), Amaa, Cybele, Forgotten One/Gilgamesh, Helios, Perse, Rakar, Tulayn, Valkin, Virako, Zuras.
- Tercera generació (els que van néixer després de l'experiment de Chronos però abans de la Segona Vinguda Celestial): Aginar, Ajak, Arex, Atlo, Domo, Ikaris, Interloper, Mara, Phastos, Sigmar, Thanos, Thena, Veron, Zarin.
- Quarta generació (aquells nascuts després de l'arribada de la Segona vinguda, fa 20.000 anys): Argos, Ceyote, Chi Demon, els germans Delphan, Druig, Khoryphos, Makkari, Psykos, Sersi, Kingo Sunen, El Vampiro.
- Cinquena generació (aquells nascuts després de l'arribada de la Tercera Vinguda, fa 3.000 anys): Aurelle, Sprite, Titanis.

## Antecedents
- El llibre La fi de la infantesa (Childhood's End) d'Arthur C. Clarke de 1953 va proporcionar una gran inspiració, incloent la idea dels "Overlords" que controlen el destí de la Terra i es revelaran més endavant després d'un període d'espera de 50 anys, la idea dels dimonis sent el record de la humanitat d'una altra espècie, i el concepte "Overmind" que sembla influir en la "Uni-mind" del còmic.
- El llibre d'Erich von Däniken Chariots of the Gods, un best-seller de no ficció de 1968, va postular el concepte de déus aliens com a reals. Kirby va reconèixer en diàleg amb fans dels eternals que tenia un deute amb el llibre de Däniken.
- Hurricane i Mercury, dos personatges de Timely Comics, el predecessor de Marvel de la dècada de 1940, van ser connectats com disfresses de l'etern Makkari.
- Temàticament, els eternals eren similars a una altra creació de Kirby, els New Gods, un altre grup d'éssers divins antics en una lluita èpica amb els seus contraris, amb la humanitat atrapada entremig.

## The eternal
The Eternal és una sèrie de l'empremta MAX de Marvel escrita per Chuck Austen, basada en una idea en la qual treballava des de feia temps: "M'hi vaig llançar quan vaig començar a treballar a Marvel, però Joe Quesada hi estava en contra. No hi veia cap futur en aquest antic concepte Kirby." Austen va descriure la trama: "Ikaeden, el líder dels eternals, que arriba a la Terra a l'alba de l'home i evoluciona la humanitat des de l'homo-erectus, de manera que pot utilitzar-los com a esclaus per minar matèries primeres per als celestials, els seus caps, bàsicament," així com "Kurassus, que és el segon comandant de la missió minera, i que està decidit a soscavar Ikaeden i matar a la preciosa nena esclava i el fill d'Ikaeden."
Originalment planificada com una sèrie en curs, va ser cancel·lada després de sis números.

## Títols dels Eternals
Els principals títols d'Eternals inclouen: 
- Eternals (vol. 1) #1–19 (escrit i dibuixat per Jack Kirby, juliol 1976 - gener 1978)
- Eternals Annual #1 (escrit i dibuixat per Jack Kirby, 1977)
- Iron Man Annual #6 (novembre 1983)
- Eternals (vol. 2) #1–12 (sèrie limitada, octubre 1985 - setembre 1986)
- Eternals: The Herod Factor (Març 1991)
- The New Eternals: Apocalypse Now #1 (Feb. 2000)
- Eternals (vol. 3) #1–7 (escrit per Neil Gaiman, sèrie limitada, Juny 2006 - febrer 2007)
- Eternals (vol 4.) #1–9, Annual #1 (agost 2008 - març 2009)

Altres inclouen:
- The Eternal #1–6 (escrit per Chuck Austen, amb llapis per Kev Walker i tintes per Simon Coleby, Ag. 2003 - Gen. 2004)

## Edicions recopilades
Algunes de les sèries que presenten els Eternals han estat recollides en llibres de butxaca comercials : 
- The Eternals (recopila Eternals (vol. 1) # 1-19 i Eternals Annual # 1, 1976-1978, Hardback de Marvel Omnibus, 392 pàgines, juliol de 2006, ISBN 0-7851-2205-2) recopilats com a softcovers: 
  - Volum 1 (recopila Eternals (vol. 1) # 1-11, portada tova, 208 pàgines, juliol de 2008, ISBN 0-7851-3313-5)
  - Volum 2 (recopila Eternals (vol. 1) # 12-19 i Eternals Annual # 1, tapa tova, 188 pàgines, octubre de 2008, ISBN 0-7851-3442-5)
- Thor: The Eternals Saga : 
  - Volum 1 (recull Thor Annual # 7 i Thor # 283-291, tapa tova, 208 pàgines, octubre de 2006, ISBN 0-7851-2404-7)
  - Volum 2 (recull Thor # 292-301, tapa tova, 216 pàgines, abril de 2007, ISBN 0-7851-2405-5)
- Eternals (recopila Eternals (vol. 3) # 1-7, 2006, tapa tova, 256 pàgines, Marvel Comics, juliol de 2008, ISBN 0-7851-2177-3, març de 2007, Panini Comics, ISBN 1-905239-57-2, tapa dura, 256 pàgines, maig de 2007, ISBN 0-7851-2176-5, abril de 2007, ISBN 0-7851-2541-8)
- Eternals : 
  - Volum 1: Per matar un déu (recull Eternals (vol. 4) # 1-6, tapa tova, 184 pàgines, març de 2009, ISBN 0-7851-2978-2)
  - Volum 2: Manifest Destiny (recopila Eternals (vol. 4) # 7-9 i Eternals Annual, tapa blanda, 104 pàgines, setembre de 2009, ISBN 0-7851-2979-0)

## Premis
- 2007: Nominat pel Premi Eisner com "Millor Projecte/ Col·lecció de recopilació", per Marvel Omnibus col·lecció d'Òmnibus[22]

## En altres mitjans de comunicació

### Pel·lícula
A l'abril de 2018, Kevin Feige va anunciar que havia començat a desenvolupar-se una pel·lícula basada en els Eternals, amb el focus en Ikaris i Sersi com a personatges centrals. Al maig de 2018, Matthew i Ryan Firpo van ser contractats per escriure el guió del projecte. A finals de setembre, Marvel va contractar a Chloé Zhao per dirigir la pel·lícula. El 6 d'abril de 2019, Angelina Jolie va ser confirmada per interpretar Sersi, però va fer el paper de Thena, i a partir del 8 d'abril de 2019, Kumail Nanjiani estava en converses per unir-se al repartiment. El 17 d'abril, també es va informar que l'actor coreà Ma Dong-seok també està a punt per unir-se al repartiment. El 7 de maig, es va informar que Richard Madden estava en converses per interpretar Ikaris en la pel·lícula. L'1 de juny, el 26 de juny i el 10 de juliol, es va informar que Keanu Reeves, Salma Hayek i Millie Bobby Brown estaven en converses per unir-se a la pel·lícula en papers no divulgats. Dels tres només Hayek acabaria formant part del repartiment, en el paper d'Ajak. El rodatge inicialment anava a iniciar-se a l'agost de 2019 a Atlanta, però després es va poposar al 9 de setembre de 2019 i va durar fins a gener de 2020; part del rodatge es va produir a Londres.

### Motion Comic
- Un DVD motion comic de Marvel Knights Animation es va publicar el 16 de setembre de 2014.[35]